# Acolastus zurstrasseni
Acolastus zurstrasseni es un coleóptero de la familia Chrysomelidae.
Fue descrita científicamente por primera vez en 2006 por Schoeller.